# Todaro (nave cisterna)
Il Todaro (già Lotte Leonhardt, già Jules Cambon, già Bayway, già Mohawk) è stato un piroscafo cisterna italiano (ed in precedenza francese, statunitense e tedesco), violatore di blocco durante la seconda guerra mondiale. 

## Storia
Varata nel febbraio 1913 con il nome di Mohawk nei cantieri Howaldtswerke AG di Kiel (numero di scafo 562) per la Deutsche-Amerikanische Petroleum GmbH di Amburgo, la nave, un piroscafo cisterna da 5162 (o 5084) tonnellate di stazza lorda, venne completata nel marzo dello stesso anno. Nell'agosto 1914 lo scoppio della prima guerra mondiale sorprese la Mohawk a Tampico, in Messico, ove fu internata, per poi passare, nel novembre 1914, alla Standard Oil & Shipping Company of New Jersey, con sede a New York, che nel 1915 (o nello stesso 1914) ne mutò il nome in Bayway e la impiegò quindi sulla rotta che univa Tampico, Savona e New York. 
Nel 1925 (o 1924) la nave cisterna venne venduta alla Société Auxilaire de Transports, con sede a Rouen, che la ribattezzò Jules Cambon, e nel 1930 l'unità venne acquistata dalla Leonhardt & Blumberg KRfPR di Amburgo, ricevendo il nome di Lotte Leonhardt ma restando in disarmo ad Amburgo dal 1931 al 1933. Ultimo armatore della nave fu la Compagnia Italiana Marittima (CIMAR), con sede a Venezia, che la comprò nel 1935, ribattezzandola Todaro ed iscrivendola con matricola 279 presso il Compartimento marittimo di Venezia.
All'entrata dell'Italia nel secondo conflitto mondiale, il 10 giugno 1940, la Todaro, al comando del capitano Candotti, era in navigazione nell'Oceano Atlantico e, non essendo possibile rientrare in Mediterraneo, si rifugiò a Santa Cruz de Tenerife, nell'arcipelago delle Canarie, territorio spagnolo e neutrale, dove stazionò inattiva per circa dieci mesi, venendo requisita dalla Regia Marina il 1º febbraio 1941 e contestualmente iscritta nel ruolo del naviglio ausiliario dello Stato. 
Nel frattempo lo Stato Maggiore della Regia Marina aveva proposto ed ottenuto di mettere a punto un piano per far forzare il blocco alleato da parte dei mercantili rifugiati nelle nazioni neutrali più benevole nei confronti dell'Italia (Spagna, Brasile e Giappone) e farli giungere a Bordeaux, base atlantica italiana (Betasom) nella Francia occupata (o, per altre unità, a Saint Nazaire): le navi sarebbero passate sotto il controllo delle forze tedesche, mentre i carichi (ancora a bordo da quando, dopo la dichiarazione di guerra, si erano rifugiate nei porti neutrali) sarebbero stati trasferiti in Italia via terra. Dopo la trasmissione delle istruzioni da seguire per la partenza ed il viaggio, venne organizzata la partenza dei vari mercantili, iniziando dalla Spagna continentale, dalla quale, tra il febbraio ed il giugno 1941, si trasferirono a Bordeaux i mercantili Clizia, Capo Lena ed Eugenio C.. Venne quindi organizzato il trasferimento delle navi che si trovavano nelle Canarie, 17 in tutto. Dato che tuttavia, dopo un anno di inattività, molte unità non erano in condizioni adatte ad affrontare una difficile traversata atlantica in tempo di guerra (le carene erano ricoperte di denti di cane ed alcune navi non erano entrate in bacino di carenaggio da oltre due anni: la Todaro, in particolare, non era stata immessa in bacino da più di 25 mesi), venne disposto l'invio alle Canarie del capitano di corvetta Eugenio Normand, che ispezionò tutti i mercantili là internati e compilò un dettagliato rapporto in cui individuò in nove le navi che avrebbero potuto prendere il mare: tra di esse vi era la Todaro. Nel corso di aprile partirono per la Francia, nell'ordine, i mercantili Capo Alga, Burano, Recco, Sangro e Gianna M.: i primi due giunsero a destinazione, mentre gli ultimi tre andarono perduti. 
La Todaro fu la sesta nave a partire, lasciando Santa Cruz de Tenerife nella notte del 26 aprile 1941, con a bordo 5000 tonnellate di nafta. La pirocisterna seguì le rotte usuali dei violatori di blocco, senza incontrare problemi nei primi giorni, ma il 29 aprile, poco prima dell'ora di pranzo, il condensatore andò in avaria, con un vuoto in rapido calo verso lo zero ed un grave surriscaldamento. Il direttore di macchina spiegò al comandante Candotti la necessità di fermare immediatamente la nave, per poter effettuare le necessarie riparazioni: se la Todaro avesse proseguito nella navigazione, i danni al condensatore sarebbero divenuti irreparabili. Fermare la nave in mezzo all'oceano, esponendola, immobile ed inerme, a potenziali attacchi di aerei, navi o sommergibili avversari, era molto rischioso, ma non vi era altro da fare per evitare avarie irreparabili, pertanto Candotti assentì. Arrestato il moto dell'unità, il personale di macchina riparò il condensatore con la massima celerità, impegno e silenzio possibili, ma l'operazione richiese comunque diverse ore. Riparato il guasto, la Todaro ripartì: navigando alla massima velocità sarebbe stato possibile recuperare parte del tempo perso, ma più a nord la petroliera s'imbatté in una burrasca forza 7, nella quale si ritrovò a navigare difficoltosamente per 6 giorni, e terminata la quale si venne a trovare in mezzo ad una fittissima nebbia. Mentre procedeva con visibilità pressoché nulla, la nave italiana vide un bastimento sconosciuto emergere dalla nebbia, in rotta di collisione con la nave cisterna: grazie alla rapida manovra ordinata dal comandante Candotti, la Todaro poté evitare di stretta misura la collisione, mentre la nave sconosciuta proseguì sulla sua rotta, scomparendo presto alla vista. All'alba del 14 maggio un forte vento da nordest spazzò via la nebbia, e la pirocisterna giunse in vista della costa della Spagna, nei pressi della quale venne sorvolata dapprima da un velivolo e poi da altri due, che tuttavia, prima di poter passare all'attacco, vennero costretti ad allontanarsi dalle batterie contraeree costiere, che aprirono il fuoco contro di essi. Il 15 maggio la Todaro arrivò nei pressi di Belle Île e cercò di contattare con il lampeggiatore Aldis i semafori sulla costa, senza tuttavia ottenere risposta. La nave diede perciò fondo con l'ancora di dritta ed il comandante Candotti ordinò macchina indietro a tutta forza, per contrastare il forte abbrivio – la nave era spinta dalla corrente –, ma la macchina non partì e l'abbrivio provocò la rottura della catena con conseguente perdita dell'ancora di dritta e di otto lunghezze di catena. Rimessa in moto la motrice, la pirocisterna diede fondo con l'ancora di sinistra e rimase alla fonda per tutta la notte, poi, all'alba del 16, non essendo ancora giunti ordini sul da farsi, il comandante Candotti fece calare un'imbarcazione, con la quale il primo ufficiale Cervi raggiunse la riva e poté contattare le autorità tedesche: alcune ore dopo sopraggiunsero pertanto due dragamine ed un velivolo, che scortarono la Todaro a Saint Nazaire, dove giunse il 18 giugno, trasferendosi poi a Bordeaux.
Il 30 luglio 1941 la Todaro venne derequisita e radiata dal ruolo del naviglio ausiliario dello Stato. A partire da quello stesso mese la nave venne noleggiata dalla Kriegsmarine.
In seguito all'armistizio dell'8 settembre 1943 la Todaro venne catturata dalle forze tedesche, ed il 14 agosto 1944 venne autoaffondata dagli stessi tedeschi a Bordeaux, per ostruirne il porto. Il relitto venne recuperato dai francesi nel 1946 e venduto per demolizione.
Altre fonti forniscono una differente versione, secondo la quale la Todaro sarebbe stata affondata da un attacco aereo nell'agosto 1944, al largo di Bordeaux, ed il suo relitto giacerebbe in posizione 44°55'05” N e 0°33'02” O (punto geodetico WGS 84), ad appena 1-2 metri di profondità.